# Світлочутлива
«Світлочутли́ва» (пол. Światłoczuła) — польська мелодрама 2025 року режисера Тадеуша Сліви. Прем'єра фільму в Польщі відбулася 24 січня 2025 року.

## Сюжет
Аґата працює з підлітками в виховному центрі, займається фрідайвінгом, любить життя і бере від нього все, що тільки можна. Вона незряча з дитинства. Роберт — відомий фотограф. Хоч у нього є все: кар’єра, популярність, визнання — він почувається так, ніби не має нічого. Їхні шляхи перетинаються несподівано — під час фотосесії. Ця зустріч стає початком надихаючої подорожі в пошуках прийняття і сміливості бути собою. Аґата вчить Роберта сприймати світ усіма відчуттями. А він — відкритості до всього нового і незвіданого. Разом вони зіштовхнуться зі своїми внутрішніми межами, минулим і поборються за найважливіше в житті — за кохання.

## Акторський склад
- Матильда Ґєґжно — Аґата
- Іґнацій Лісс — Роберт
- Бартломей Деклева — Ігор
- Александра Пісула — Матильда
- Каміль Пудлік — Марек
- Ада Щепанік — Ганка
- Вероніка Вархол — Домініка
- Роман Франкл — професор
- Маґдалена Куморек — матір Аґати
- Войцех Леоновіч — батько Аґати